# Nils Samuel Swederus
Nils Samuel Swederus, ibland Svederus, född 24 augusti 1751 i Stockholm, död 3 november 1833 i Näsby socken, Västmanland, var en svensk naturforskare, vitterhetsidkare, präst och entomolog. Han var bror till Magnus Swederus och farfar till Magnus Bernhard Swederus.
Swederus studerade inom flera områden i Uppsala 1774–1779. Han blev filosofie magister 1779 och prästvigdes 1780. År 1782 utsågs han till kunglig hovpredikant. Han gjorde ett flertal vetenskapliga resor i Europa mellan 1784 och 1786. Han blev 1789 kyrkoherde i Näsby och Ervalla församlingar samt 1801 prost i Fellingsbro.
Hans upptäckter inom entomologin ledde till medlemskap i flera samfund, bland andra Kungliga Vetenskapsakademien.
Auktorsnamnet Swederus kan användas för Nils Samuel Swederus i samband med ett vetenskapligt namn inom botaniken; se Wikipediaartiklar som länkar till auktorsnamnet.

## Webbkällor
- ”Några svenska entomologer och andra naturforskare”. Göran Waldeck. http://goran.waldeck.se/Ento4.htm. Läst 28 april 2013.